# كلارنس سكوت
كلارنس سكوت (بالإنجليزية: Clarence Scott)‏ هو لاعب كرة قدم أمريكية أمريكي، ولد في 9 أبريل 1949 في أتلانتا في الولايات المتحدة.

## وصلات خارجية
- كلارنس سكوت على موقع مرجع كرة القدم المحترفة.كوم (الإنجليزية)
- كلارنس سكوت على موقع قاعة جورجيا للمشاهير الرياضية (مؤرشف) (الإنجليزية)